# یواس‌اس ال‌اس‌تی-۲۷۹
یواس‌اس ال‌اس‌تی-۲۷۹ (به انگلیسی: USS LST-279) یک کشتی بود که طول آن ۳۲۸ فوت (۱۰۰ متر) بود. این کشتی در سال ۱۹۴۳ ساخته شد.